# Montgomery Clift
Edward Montgomery Clift (Omaha, 17 oktober 1920 — New York, 23 juli 1966) was een Amerikaans acteur. Hij stierf op 45-jarige leeftijd aan een hartaanval.

## Biografie

### Jeugd
Clift werd geboren in Omaha, als zoon van William Brooks Clift en Ethel Fogg en tweelingbroer van Roberta. Hij stond al op dertienjarige leeftijd op Broadway en verhuisde tien jaar later naar Hollywood, waar hij in 1948 zijn doorbraak had in de film Red River. Datzelfde jaar werd hij genomineerd voor een Oscar voor beste acteur voor zijn rol in The Search.

### Filmcarrière - Begin

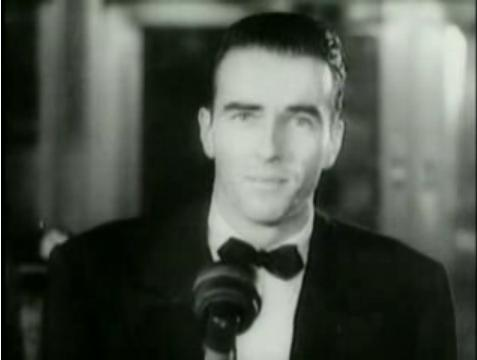
Clift richt zich voor de première van A Place in the Sun tot het publiek (1951).

Clift was een van de eerste acteurs die methodacting in Hollywood toepaste. Samen met Marlon Brando en James Dean stond hij symbool voor een heel nieuwe generatie acteurs. Brando en Clift speelden samen in The Young Lions, al waren ze alleen in de laatste scène van de film samen te zien. Beide acteurs waren geboren in Omaha, Nebraska. Vanwege het succes dat ze beiden hadden en hun identieke geboorteplaats werden ze door de media beschouwd als de "Golddust Twins". Na Clifts rol in Red River weigerde hij mee te spelen in Rio Bravo, opnieuw een western met John Wayne. Zijn plaats werd uiteindelijk ingenomen door Dean Martin. Later bedankte hij ook voor de hoofdrol in Sunset Boulevard en East of Eden.
Clift werkte ook samen met master of suspense Alfred Hitchcock voor de film I Confess uit 1953.
Zijn grootste succes had hij in de drie films waarin hij met Elizabeth Taylor een paar vormde: A Place in the Sun (1951), Raintree County (1957) en Suddenly, Last Summer (1959). Clift won nooit een Oscar maar werd, ondanks zijn korte carrière, wel genomineerd voor vier Oscars.

### Auto-ongeluk
Op 12 mei 1956 kreeg hij, komend van een feest bij Elizabeth Taylor, een auto-ongeluk. Clift reed in zijn wagen achter de auto van zijn vriend Kevin McCarthy. Omdat Clift heel dicht tegen de bumper van McCarthy's wagen reed versnelde deze steeds meer. Clift probeerde te volgen maar reed in een bocht tegen een elektriciteitspaal. McCarthy stopte en liep naar het wrak. Hij zag Clift nergens liggen. De motor draaide nog en hij rook de olie van de wagen. McCarthy haalde zijn auto en scheen met de koplampen op het wrak. Clift lag onder het dashboard van de auto. McCarthy reed naar Taylors huis, waar hij enkele mannen riep om hem te helpen. "There's been a terrible accident," riep hij. "I don't know whether Monty's dead or alive - get an ambulance quick!" De mannen hielden Taylor tegen vanwege de gruwelijkheid van het ongeluk. Ze vocht zich een weg naar buiten en kroop langs de achterdeur van de wagen in het wrak. Ze trok het lichaam van Clift uit de wagen en merkte dat hij aan het stikken was in de twee tanden die hij had ingeslikt. Taylor haalde de tanden er met haar vingers uit. Zijn gelaat werd door het ongeluk enorm aangetast. De opnames voor Raintree County werden stilgelegd en de resterende scènes moesten later zodanig gedraaid worden dat zijn verlamde gezichtshelft nauwelijks in beeld kwam.

### Filmcarrière - Vervolg

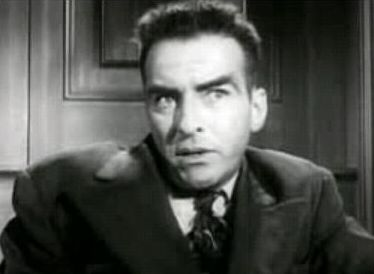
Montgomery Clift in Judgment at Nuremberg (1961).

Clift, wiens gezicht duidelijk was aangetast door zijn auto-ongeluk, begon steeds regelmatiger drugs te gebruiken. Hierdoor werd zijn vroege dood door de bekende acteurleraar Robert Lewis omschreven als de langste zelfmoord in Hollywood. Ondanks zijn verslaving werkte Clift na zijn ongeluk nog samen met actrice Marilyn Monroe voor The Misfits en met regisseurs Elia Kazan en John Huston voor respectievelijk Wild River en Freud: The Secret Passion, een film over de bekende psychiater Sigmund Freud. In 1961 werd hij voor de laatste maal genomineerd voor een Oscar, ditmaal voor zijn bijrol in de film Judgment at Nuremberg. Hoewel zijn rol in deze film maar zeven minuten duurde, had Clift veel moeite met het onthouden van zijn tekst door zijn drugsproblemen. Regisseur Stanley Kramer probeerde hem te kalmeren en te zeggen dat de tekst er niet echt toe deed. Clift improviseerde een groot deel en leverde volgens Kramer een uitstekende prestatie.
In 1966 speelde hij zijn laatste filmrol in The Defector. De opnamen vonden plaats in februari t/m april 1966. De film speelt zich af in Leipzig in het voormalige Oost-Duitsland, maar werd opgenomen in West-Duitsland.
Clift zou daarna de hoofdrol gaan spelen in Reflections in a Golden Eye, waarin hij opnieuw met Elizabeth Taylor te zien zou zijn, maar hij stierf nog voor de opnames. Zijn plaats in deze film werd op aanraden van Taylor ingenomen door Marlon Brando.

### Dood
Op 23 juli 1966 stierf Clift aan een hartinfarct, waarschijnlijk veroorzaakt door zijn drugs- en alcoholverslaving. Clift lag naakt en dood op zijn bed toen hij door zijn vriend Lorenzo James werd gevonden. Zijn lichaam werd begraven op Quaker Cemetry in Brooklyn (New York).

## Seksualiteit
Montgomery Clift had voor zijn auto-ongeluk meerdere relaties met zowel mannen als vrouwen. Zijn biseksualiteit is nooit door Clift zelf bevestigd. In de jaren vijftig werden er wel vaker sterren zoals Clift, Dean en Brando ervan verdacht het bed te delen met zowel mannen als vrouwen. Maar in het geval van Clift is dit bevestigd door zijn beste vriendin Elizabeth Taylor, zijn broer, en zijn neef. Na het beruchte auto-ongeval waren Clifts hechte relaties eerder emotioneel dan seksueel en was hij enorm verbonden met oude vrienden zoals Elizabeth Taylor, Nancy Walker en Libby Holman. Taylor was ook een van de weinige personen die Clift bleven steunen tot aan zijn dood toe.

## Oscarnominaties
- 1961 - Best Actor in a Supporting Role - Judgment at Nuremberg
- 1953 - Best Actor in a Leading Role - From Here to Eternity
- 1951 - Best Actor in a Leading Role - A Place in the Sun
- 1949 - Best Actor in a Leading Role - The Search

## Filmografie
- 1966: The Defector
- 1965: William Faulkner's Mississippi
- 1962: Freud
- 1961: Judgment at Nuremberg
- 1961: The Misfits
- 1960: Wild River
- 1959: Suddenly, Last Summer
- 1958: The Young Lions
- 1958: Lonelyhearts
- 1957: Raintree County
- 1953: From Here to Eternity
- 1953: Stazione Termini
- 1953: I Confess
- 1951: A Place in the Sun
- 1950: The Big Lift
- 1949: The Heiress
- 1948: Red River
- 1948: The Search

- Bibsys: 90816378
- Biblioteca Nacional de España: XX889951
- Bibliothèque nationale de France: cb12011481t (data)
- Catàleg d'autoritats de noms i títols de Catalunya: 981058515416006706
- CiNii: DA1324275X
- Gemeinsame Normdatei: 118521241
- International Standard Name Identifier: 0000 0001 1596 3393
- Library of Congress Control Number: n79068349
- Bibliotheek van het Japanse parlement: 00620502
- Nationale Bibliotheek van Tsjechië: ola2002158983
- Nationale bibliotheek van Australië: 35891168
- Nationale Bibliotheek van Israël: 987007461369105171
- Nationale Bibliotheek van Polen: a0000001962026
- Nederlandse Thesaurus van Auteursnamen: 074585193
- LIBRIS: 338862
- SNAC: w6t73pgc
- Système universitaire de documentation: 028237978
- Trove: 1133874
- Virtual International Authority File: 12318841
- WorldCat: E39PBJgHcktpGMwb7cr8KdcpT3